# Jonathan Melvoin
Jonathan Melvoin (* 6. Dezember 1961; † 12. Juli 1996) war ein US-amerikanischer Musiker.

## Leben und Wirken
Melvoin stammt aus einer musikalischen Familie; sein Vater war der Pianist Mike Melvoin, seine Zwillingsschwestern Wendy und Susannah spielten in den 1980er Jahren bei Prince in der Band. Jonathan Melvoin lernte Schlagzeug spielen, Freunde und Verwandte waren jedoch der Meinung, er könne vermutlich jedes Instrument beherrschen. In den 1980er Jahren trat Melvoin mit verschiedenen Punk-Bands auf, wie beispielsweise The Dickies. Zudem war er an verschiedenen Musikprojekten beteiligt; er lieferte musikalische Beiträge für Wendy and Lisa oder zu den Alben Around the World in a Day und Parade von Prince ab.
Jonathan Melvoin starb im Alter von 34 Jahren in New York an einer Überdosis Heroin. Die genauen Todesumstände sind jedoch unklar; Jimmy Chamberlin, damaliger Schlagzeuger der Band The Smashing Pumpkins, war anwesend, als Melvoin starb. Chamberlin wurde vom Notruf angeblich angewiesen, Melvoin unter die Dusche zu bringen. Dort sollte er ihn so lange reanimieren, bis die Rettungssanitäter eintreffen. Nach Melvoins Tod wurde Chamberlin von der Band gefeuert. Laut The Smashing Pumpkins konsumierten er und Melvoin diverse Drogen.
Zum Zeitpunkt seines Todes war Melvoin Keyboarder bei The Smashing Pumpkins, die sich anlässlich ihres damals aktuellen Albums Mellon Collie and the Infinite Sadness auf Welttournee befanden. Melvoins Nachfolger wurde Dennis Flemion (1955–2012) von der Band The Frogs. Sein letztes Konzert mit The Smashing Pumpkins gab Jonathan Melvoin im Capital Centre in Maryland.
Die Mitglieder von The Smashing Pumpkins waren zur Beerdigung Melvoins nicht eingeladen. Er hinterließ eine Frau mit Kind. Verschiedene Lieder sind von Melvoins Tod inspiriert, dazu gehören unter anderem Sarah McLachlans Hitsingle Angel, das Lied Jonathan von Wendy and Lisa (als Girls Bros.) sowie The Love We Make (1996) von Prince, zu finden auf seinem Album Emancipation.